# Post (soefisme)
Post is een Perzisch begrip dat binnen de Soefistisch-Islamitische mystiek de zitplaats voor de sjeik betekent. Meestal bestaat de post uit een schapen- of een gazellenhuid. Bij de gebedsdans van de mevlevi's wordt de post in het midden van de groep gelegd en is het een voorstelling van het midden van de wereld.